# Bodnegg
Bodnegg település Németországban, azon belül Baden-Württembergben. Lakosainak száma 3288 fő (2023. december 31.).

## Népesség
A település népessége az elmúlt években az alábbi módon változott:
| Lakosok száma | 2454 | 3208 | 3213 | 3150 | 3230 | 3288 |
|               | 1975 | 2017 | 2019 | 2021 | 2022 | 2023 |